# Il Cittadino
Il Cittadino (en français Le Citadin) est un quotidien italien publié à Lodi et dans sa province.
Il est diffusé également dans les provinces de Plaisance, Pavie et dans les kiosques de Milan-Sud. Il Cittadino, suit ses lecteurs sur leur lieu de villégiature comme dans les villes balnéaires de Pesaro et Rimini.

## Histoire
Il Cittadino est fondé en 1890. Il s'agit à l'origine d'une publication périodique des chrétiens de Lodi. Il devient en 1989, un journal quotidien de six numéros hebdomadaires. Il prend alors le sous-titre de Quotidiano di ispirazione cattolica (quotidien d'inspiration catholique).
Actuellement, Il Cittadino est la propriété de l'évêché. Vingt-cinq journalistes, de nombreux photographes et des collaborateurs « free-lance » participent à son élaboration sur l'ensemble du territoire italien. Les sujets abordés sont d'ordre culturel, politique, religieux, et dans le numéro du week-end, l'évêché y publie son agenda.
Le journal accorde aussi beaucoup d'attention à l'immigration et il effectue constamment des interviews d'immigrés résidant en Italie.
En 2010, il se vendait environ 16 000 exemplaires par jour.

## Diffusion
| Année | Exemplaires vendus (moyenne journalière) |
| ----- | ---------------------------------------- |
| 2010  | 16 000                                   |